# Bernd Neumann (Germanist)
Bernd Neumann (* 1943) ist ein deutscher Germanist.

## Leben
Bernd Neumann hat seit 1980 eine Professur für Germanistik an der Universität Trondheim in Norwegen.

## Publikationen
- Utopie und Mimesis. Zum Verhältnis von Ästhetik, Gesellschaftsphilosophie und Politik in den Romanen Uwe Johnsons. Hochschulschrift, Athenäum Verlag, Königstein im Taunus 1978, ISBN 978-3-7610-8008-5.
- Gottfried Keller. Eine Einführung in sein Werk. Athenäum Verlag, Königstein im Taunus 1982, ISBN 978-3-7610-2170-5.
- mit Texten von Uwe Johnson: Entwöhnung von einem Arbeitsplatz. Klausuren und frühe Prosatexte. Mit einem philologisch-biographischen Essay herausgegeben von Bernd Neumann, Schriften des Uwe Johnson –Archivs Band 3, Suhrkamp Verlag, Frankfurt am Main 1992, ISBN 3-518-40337-0.
- Uwe Johnson. Mit zwölf Porträts von Diether Ritzert, Biografie, Europäische Verlagsanstalt, Hamburg 1994 1996, ISBN 978-3-434-50082-7.
- Hannah Arendt und Heinrich Blücher. Ein deutsch-jüdisches Gespräch. Rowohlt, Berlin 1998, ISBN 978-3-87134-322-3.
- Uwe Johnson. Mit zwölf Porträts von Diether Ritzert, Biografie, Ullstein, Berlin 2000, ISBN 978-3-548-26568-1.
- Franz Kafka. Aporien der Assimilation. Eine Rekonstruktion seines Romanwerks.
- Franz Kafka. Gesellschaftskrieger. Biografie, Fink, Paderborn 2008, ISBN 978-3-7705-4689-3.
- Umrisse einer Dritten Kultur im interdisziplinären Zusammenspiel zwischen Literatur und Naturwissenschaft. Jahrbuch des Instituts für moderne Fremdsprachen an der Naturwissenschaftlich-Technischen Universität Norwegens. Springer-Verlag, Berlin 2011, ISBN 978-3-662-63203-1.
- Von Augustinus zu Facebook. Zur Geschichte und Theorie der Autobiographie. Königshausen & Neumann, Würzburg 2013, ISBN 978-3-8260-5190-6.
- Uwe Johnson. Biografie, CEP Europäische Verlagsanstalt, Hamburg 2014, ISBN 978-3-86393-504-7.
- Franz Kafka und der Große Krieg. Eine kulturhistorische Chronik seines Schreibens. Königshausen & Neumann, Würzburg 2014, ISBN 978-3-8260-5475-4.
- Der andere Franz Kafka. Ein Prager Dandy zwischen Einsteins Relativitätstheorie und Mozarts Musik. Königshausen & Neumann, Würzburg 2018, ISBN 978-3-8260-6440-1.
- mit Gernot Wimmer: Elias Canetti in seiner Zeit. Kulturelle, wissenschaftliche und politische Deskriptionen. J.B. Metzler, Berlin 2020, ISBN 978-3-476-05649-8.
- Umrisse einer Dritten Kultur im interdisziplinären Zusammenspiel zwischen Literatur und Naturwissenschaft. Jahrbuch des Instituts für moderne Fremdsprachen an der Naturwissenschaftlich-Technischen Universität Norwegens (NTNU) in Trondheim. Springer-Verlag, Berlin 2021, ISBN 978-3-662-63204-8.

| Personendaten    | Personendaten       |
| ---------------- | ------------------- |
| NAME             | Neumann, Bernd      |
| KURZBESCHREIBUNG | deutscher Germanist |
| GEBURTSDATUM     | 1943                |